# V373 Scuti
V373 Scuti eller Nova Scuti 1975 var en snabb nova i stjärnbilden Skölden. Novan upptäcktes den 15 juni 1975 av den schweiziske astronomen Paul Wild. Den nådde i maximum magnitud +6,0. Därefter avklingade den snabbt.   Den är nu en stjärna av 18:e magnituden.